# Gastón De Célis
Gastón De Célis (Córdoba, Provincia de Córdoba, Argentina, 15 de febrero de 1988) es un ex futbolista argentino. Jugó de mediocampista y  su último equipo fue General Paz Juniors.

## Clubes
| Club                | País      | Año       |
| ------------------- | --------- | --------- |
| Unión de Santa Fe   | Argentina | 2009      |
| General Paz Juniors | Argentina | 2010      |
| Misano F.C.         | Italia    | 2010-2011 |
| General Paz Juniors | Argentina | 2011-?    |